# 費爾法克斯號驅逐艦 (DD-93)
費爾法克斯號驅逐艦（舷號DD-93），轉交予英國後更名為列治文號，再轉交蘇聯時命名為頑強號，是一艘美國海軍建造的驅逐艦，為維克斯級驅逐艦的19號艦。她是美軍第一艘以費爾法克斯為名的軍艦，以紀念美國內戰時期的海軍軍官當勞·費爾法克斯（Donald McNeill Fairfax）。
費爾法克斯號在1917年於馬爾島海軍造船廠開始建造，在同年下水，於1918年服役。接著費爾法克斯號被派往法國海域護航商船。第一次世界大戰結束後，費爾法克斯號留在大西洋服役，在1922年退役封存。1930年費爾法克斯號重返現役，留在大西洋訓練執勤。第二次世界大戰爆發後，費爾法克斯號在1940年按租借法案轉交英國皇家海軍，更名為列治文號。此後列治文號主要負責護航商船，並曾轉到皇家加拿大海軍名下。1943年列治文號退役除籍，在1944年轉手予蘇聯海軍，更名為頑強號。蘇聯於1949年將頑強號送返英國拆解。